# Кукута
7°53′39″ пн. ш. 72°30′14″ зх. д. / 7.89417° пн. ш. 72.50389° зх. д.
Ку́кута (повна назва Сан-Хосе́-де-Ку́кута, ісп. San José de Cúcuta) — місто в Колумбії, на східному схилі Східної Кордильєри, на річці Памплоніта, біля кордону із Венесуелою. Адміністративний центр департаменту Норте-де-Сантандер.
Населення — 582332 осіб (2007; 224,0 тис. в 1973, 383,6 тис. в 1985, 459,6 тис. 1993, 566,2 тис. в 2005, 575,0 тис. в 2006).
Залізнична станція. Транспортний пункт на Панамериканському шосе.
Важливий торговельний центр. Поліграфічна, текстильна, пивоварна, миловарна промисловості. Підприємства по переробці кави. На північ від міста, у долині Кататумбо, — видобуток нафти.
Засноване в 1733 році.
Університет Франсиска де Паула Сантандера.
Місто відіграло важливу роль у війні за незалежність Колумбії. В 1821 році у ньому відбувся 1-ий Конституційний конгрес Великої Колумбії. В 1875 році місто сильно постраждало від землетрусу і було відбудоване заново.

## Виноски
1. ↑  Cities and towns foundations. Luis Ángel Arango Library. Архів оригіналу за 7 січня 2008. Процитовано 7 січня 2008.